# تلة بريمروز

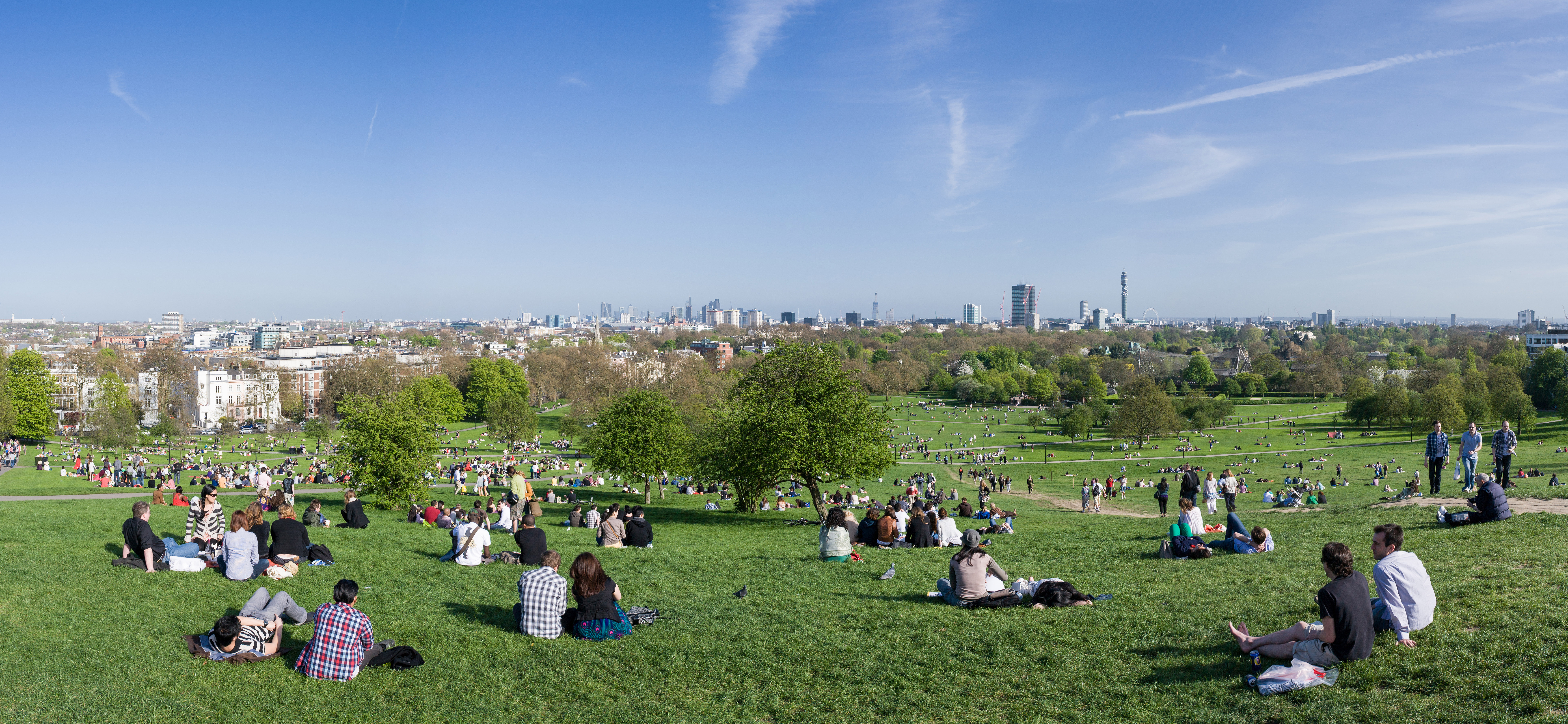
منظر وسط لندن من التلة.

تلّة بريمروز تقع في الجزء الشمالي من حديقة ريجنتز في لندن.
توفر هذه التلّة إطلالة نحو أنحاء وسط لندن وتشمل أغلب معالم المدينة.

## أعلام
- تشارلز غيلبرت
- صوفي وينكلمان